# Jenkins Orphanage Band
Jenkins Orphanage Band war eine Musikband aus Mitgliedern des Jenkins-Waisenhauses in Charleston, South Carolina, die ab 1893 bestand und Musikstile des frühen Jazz und Ragtime Anfang des 20. Jahrhunderts auch in Europa bekannt machte.
Der Baptisten-Pfarrer (Minister) und ehemalige Sklave David Joseph Jenkins (1861–1937) stieß beim Holztransport für eine Sägemühle 1891 nahe einer Eisenbahnlinie auf vier schwarze Waisenkinder, die er bei sich aufnahm. Das war der Beginn seines Waisenhauses „Jenkins Orphanage“ für vernachlässigte afroamerikanische Kinder, das zunächst in einem alten Warenlager (neben dem Gefängnis) und von 1895 bis 1939 in der Franklin Street Nr. 20 untergebracht war (ehemaliges, von Robert Mills entworfenes Marinehospital, heute unter Denkmalschutz), das ihm die Stadt überließ. Jenkins hielt auf strikte Disziplin und hatte ein Auge darauf, dass sich die Kinder selbst versorgen konnten. Das Waisenhaus – das erste seiner Art in Charleston – war bald eine Institution und beherbergte schon im ersten Jahr 360 Kinder – zeitweise waren es über 500.
Mit gespendeten Musikinstrumenten organisierte er eine Brass-Band, die er ab 1893 in den Norden (zunächst nach New York City) schickte, um an Straßenecken, weil sie keine Auftrittsmöglichkeiten bekamen, durch ihr Spiel Geld zu verdienen. Zunächst hatte er wenig Erfolg und wurde in London, nach einer Überfahrt im ersten Jahr, sogar wegen Ruhestörung verhaftet. Sie wurden aber bald sehr beliebt. 1896 tourten sie regelmäßig im Sommer bis an die Ostküste und im Winter in Florida. Sie spielten auf der Weltausstellung 1904 in St. Louis, auf der Parade zum Amtsantritt von Präsident Theodore Roosevelt 1905 und der von Präsident Taft 1909, in London (z. B. auf der anglo-amerikanischen Ausstellung 1914), Rom, Berlin, Wien und Paris (noch vor 1905). Wie andere Street Bands spielten sie Spirituals, populäre Schlager, Militärmärsche, Cakewalks, Ragtimes und andere „hot“ (oder „ragged“) Arrangements. Hinzu kam der spezielle Einfluss von afroamerikanischer Musik mit karibischem Einschlag („Gullah“ oder „Geechie“) aus Charleston selbst, bei dem Tanz und Musik eng verbunden waren. Die „Geechie“-Tänze der Band (vorgeführt bei Auftritten von einem der Jungen) machten besonders in Harlem Eindruck, wo sie James P. Johnson zu mehreren Kompositionen anregten, einer davon der „Charleston“, der bald als Modetanz der 1920er die Welt eroberte. Die Musik wurde auch in einem damals erfolgreichen Roman „Porgy“ von DuBose Heyward verewigt (aus dem George Gershwins „Porgy and Bess“ entstand). Eine der Jenkins Orphanage Bands spielte 1927/8 in der Broadway-Fassung des Stücks, mit der sie auch 1929 auf Tour an die Ostküste und in den Mittleren Westen gingen.
In der Band wurde auch talentierten Solisten Raum zum Spielen gegeben. Die Band trug dazu bei, die Musikkultur des (afro-)amerikanischen Südens im Norden der USA und in Europa populär zu machen. Ähnliche Orchester entstanden nach dem Vorbild von Jenkins in anderen Teilen des Landes. Die ehemaligen Waisenhaus-Musiker waren für ihre gute Ausbildung bekannt (insbesondere konnten sie nach Noten spielen). Einige bekannte Jazzmusiker wie der Trompeter Jabbo Smith (der 1915 aus Savannah ins Waisenhaus kam), Cat Anderson, der Trompeter Sylvester Briscoe (der später bei Bennie Moten spielte), Freddie Green, Rufus „Speedy“ Jones, Freddy Jenkins, Tommy Benford, Arthur Briggs und viele Mitglieder der Fletcher-Henderson-Band (wie Peanuts Holland) gingen aus der Band hervor. Von der Band selbst sind erst aus den 1940er Jahren Aufnahmen bekannt.